# Raimund Hergt
Raimund Hergt (* 2. Mai 1916 in Speyer; † 1997) war ein deutscher Jurist und Diplomat. Er war von 1974 bis 1981 Botschafter der Bundesrepublik Deutschland in Reykjavík.

## Leben
Raimund Hergt wurde als Sohn eines Bankdirektors geboren. Nach dem Abitur 1936 am Gymnasium in München leistete er Reichsarbeits- und Wehrdienst. Er nahm als Soldat am Zweiten Weltkrieg teil und geriet zuletzt in Gefangenschaft.
Nach seiner Rückkehr aus der Kriegsgefangenschaft nahm Hergt ein Studium der Rechtswissenschaft an der Ludwig-Maximilians-Universität München auf, das er 1948 mit dem Ersten Juristischen Staatsexamen abschloss. Im Anschluss absolvierte er den juristischen Vorbereitungsdienst als Gerichtsreferendar in München. Seine Karriere begann er 1950 beim Bundesjustizministerium als Mitarbeiter im Referat für allgemeine Fragen des Rechtsschutzes deutscher Gefangener im Ausland. Ein Jahr später wechselte er von dort aus zum Auswärtigen Amt nach Bonn, wo er bis 1959 arbeitete, zuletzt als Legationsrat. Von 1959 bis 1961 wirkte er als Botschaftsrat an der Botschaft der Bundesrepublik Deutschland in Luxemburg, von 1961 bis 1968 als Generalkonsul an der Handelsvertretung der Bundesrepublik Deutschland in Helsinki und von 1968 bis 1974 als Referatsleiter im Auswärtigen Amt. Von Mai 1974 bis 1981 war er Botschafter in Reykjavík (Island).